# Cultura de Mongolia

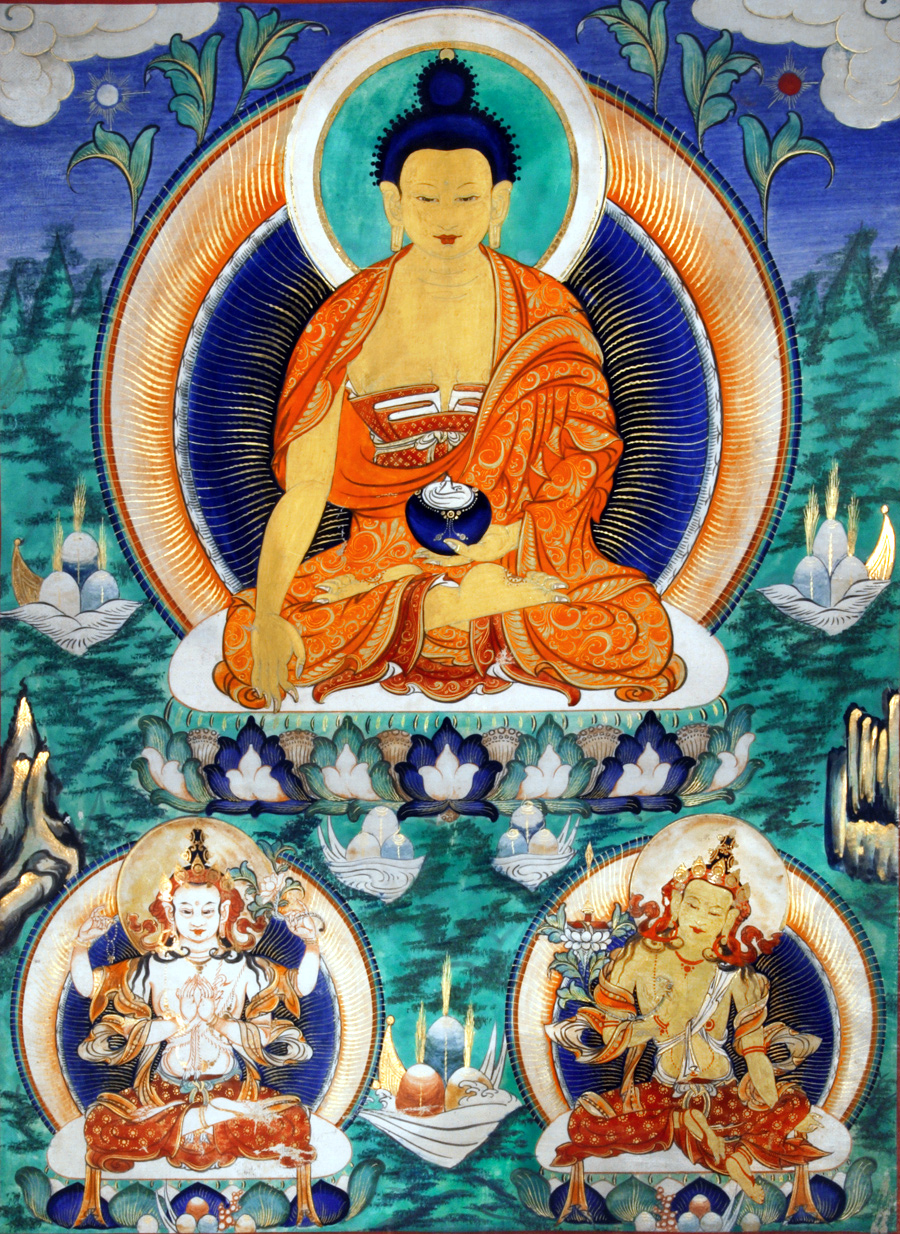
Thangka pintada al distemper con brillos de oro, que representa a mi madre flanqueado por Chenrezig y Manjushri..

La cultura de Mongolia ha sido fuertemente influenciada por la forma de vida nómada de los mongoles. Otras influencias importantes provienen del Tíbet y, en particular, del budismo tibetano, así como de China. Desde el siglo XX, la cultura rusa y, a través de ella, la europea ha tenido un gran efecto en Mongolia. No solo Gengis Kan, sino también los pueblos nómadas han influenciado en las bellas artes mongolas.

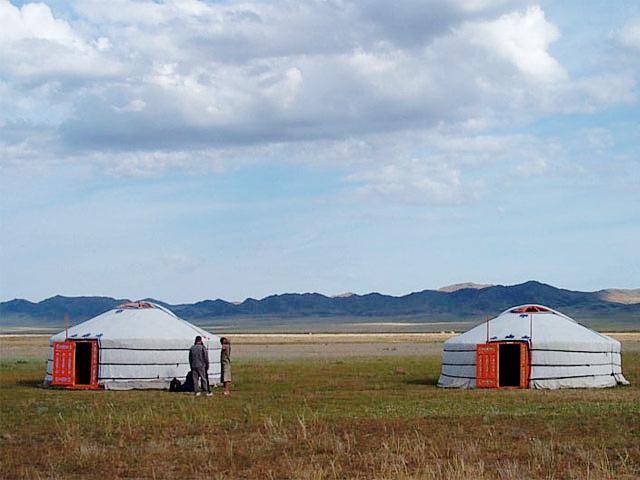
Gers en el campo mongol.

## Yurtas
La yurta es parte de la identidad nacional de Mongolia. La Historia Secreta de los mongoles menciona a Gengis Kan como el líder de todos los pueblos que vivían en carpas de fieltro. Incluso en la actualidad, una gran parte de la población de Mongolia aún vive en yurtas, incluso en Ulán Bator. La palabra mongola para yurta, ger, también significa casa y varios términos derivan de este tema; por ejemplo, gerlekh significa "casarse".

## Religión

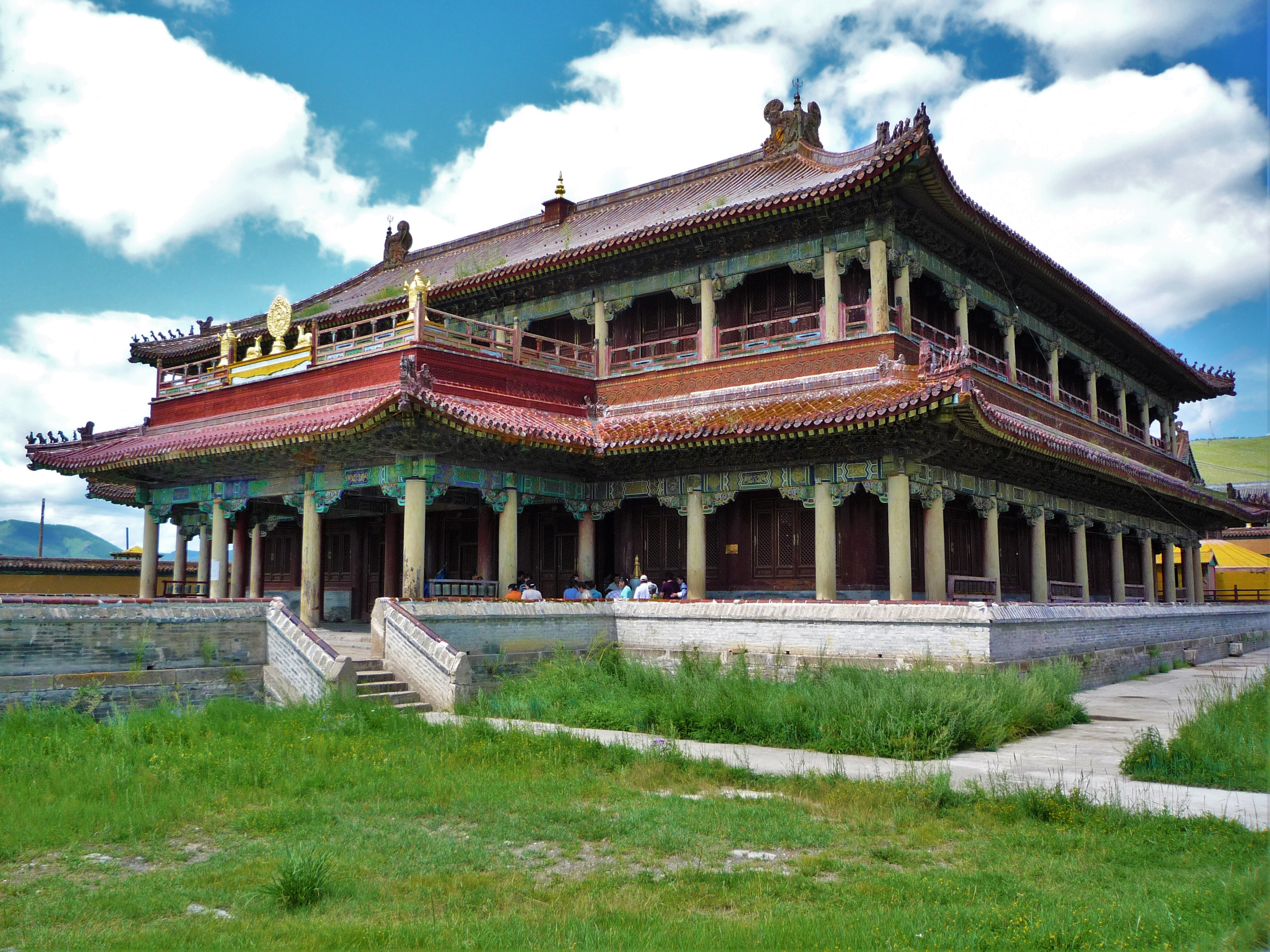
Monasterio budista Amarbayasgalant.

En el siglo XVII, el budismo tibetano o lamaísmo se convirtió en la religión dominante en Mongolia. El chamanismo tradicional fue, excepto en algunas regiones remotas, suprimido y marginalizado. Por otra parte, varias prácticas chamánicas, como la adoración ovoo, fueron incorporadas en la liturgia lamaísta. El lamaísmo ha sido a menudo acusado de poco moral y ha sido responsabilizado por ser la principal causa del atraso de Mongolia por los observadores extranjeros a fines del siglo XIX e inicios del XX; sin embargo, el rol del budismo generalmente no es cuestionado por la población mongola. El budismo tibetano es una religión ritualista con una gran cantidad de dioses y diosas, que inspiraron la creación de objetos religiosos, incluyendo imágenes en pinturas y esculturas.
Tras las purgas estalinistas en los años 1930, tanto el budismo tibetano como el chamanismo fueron virtualmente ilegalizados en la República Popular de Mongolia. En la Región Autónoma de Mongolia Interior, la religión tradicional fue fuertemente afectada por la Revolución Cultural. Desde la década de 1990, variantes del Cristianismo están tratando de ganar terreno en Mongolia. Además, en torno al 4% de la población es ((Islam|musulmana))

## Bellas artes

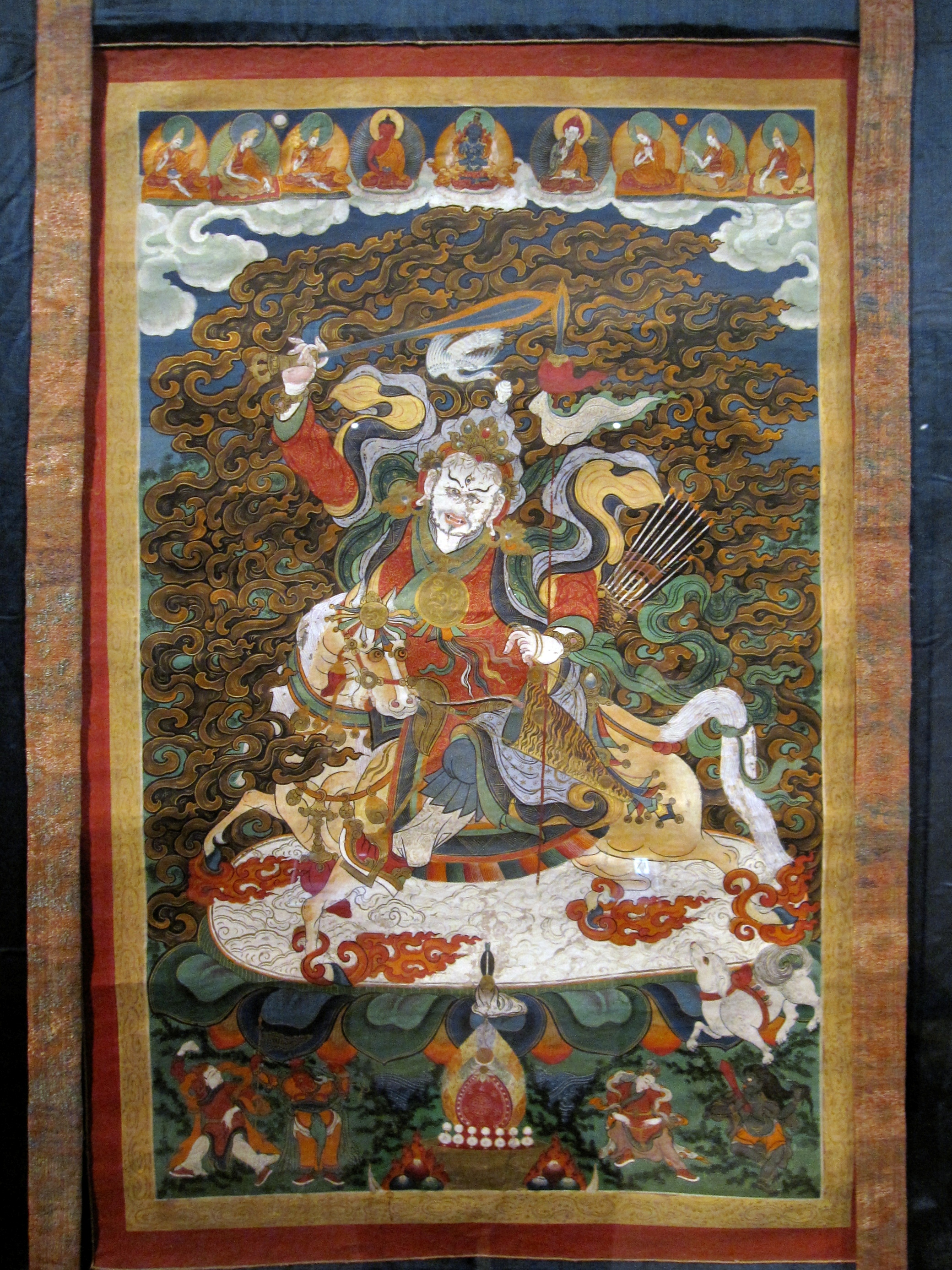
Thangka con el dios de la montaña, Mongolia,.

Antes del siglo XX, la mayoría de las obras artísticas en Mongolia tenía una función religiosa y, por lo tanto, las bellas artes mongolas fueron fuertemente influenciadas por los textos religiosos. Las thangkas fueron usualmente pintadas o hechas en técnica de aplicado inverso. Las esculturas de bronce solían mostrar deidades budistas. Varias obras importantes fueron atribuidas al primer Jebtsundamba Kutuktu, Zanabazar. 
A fines del siglo XIX, pintores tales como Marzan Sharav utilizaron estilos de pintura más realista. Durante el período socialista, predominó el realismo socialista en la pintura.
Entre los primeros intentos de introducir el modernismo en las bellas artes de Mongolia se encuentra la pintura "Ehiin setgel" (Amor de madre), creada por Tsegmid en los años 1960. El artista fue purgado y su trabajo, censurado. Todas las formas de bellas artes solo pudieron florecer a partir de la Perestroika a fines de los años 1980. Otgonbayar Ershuu es un importante pintor de nuestro tiempo. Él fue retratado en la película zurag.

## Música

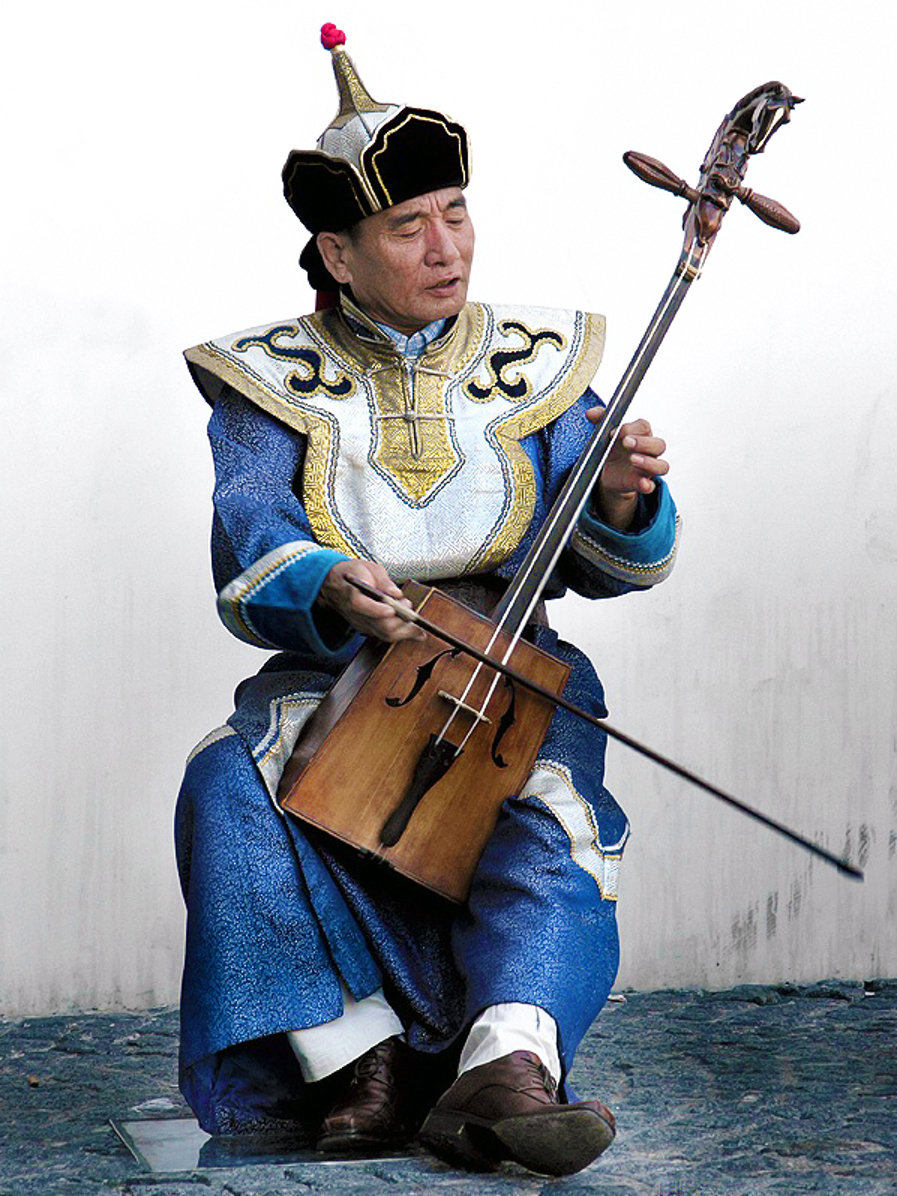
Morin khuur tocado por un músico mongol.

Mongolia cuenta con una tradición musical muy antigua. Los elementos tradicionales claves son el canto difónico, el Morin khuur y otros instrumentos de cuerda. Las melodías mongolas se caracterizan normalmente por armonías pentatónicas y notas de largo final, se destaca en este sentido las denominadas urtyn duu (canciones largas).
En el siglo XX, se ha introducido la música clásica de estilo occidental, la cual ha sido mezclada con elementos tradicionales por algunos compositores. Así mismo, la amplia gama de música pop y rock también ha sido adoptada por jóvenes músicos.

## Monumentos

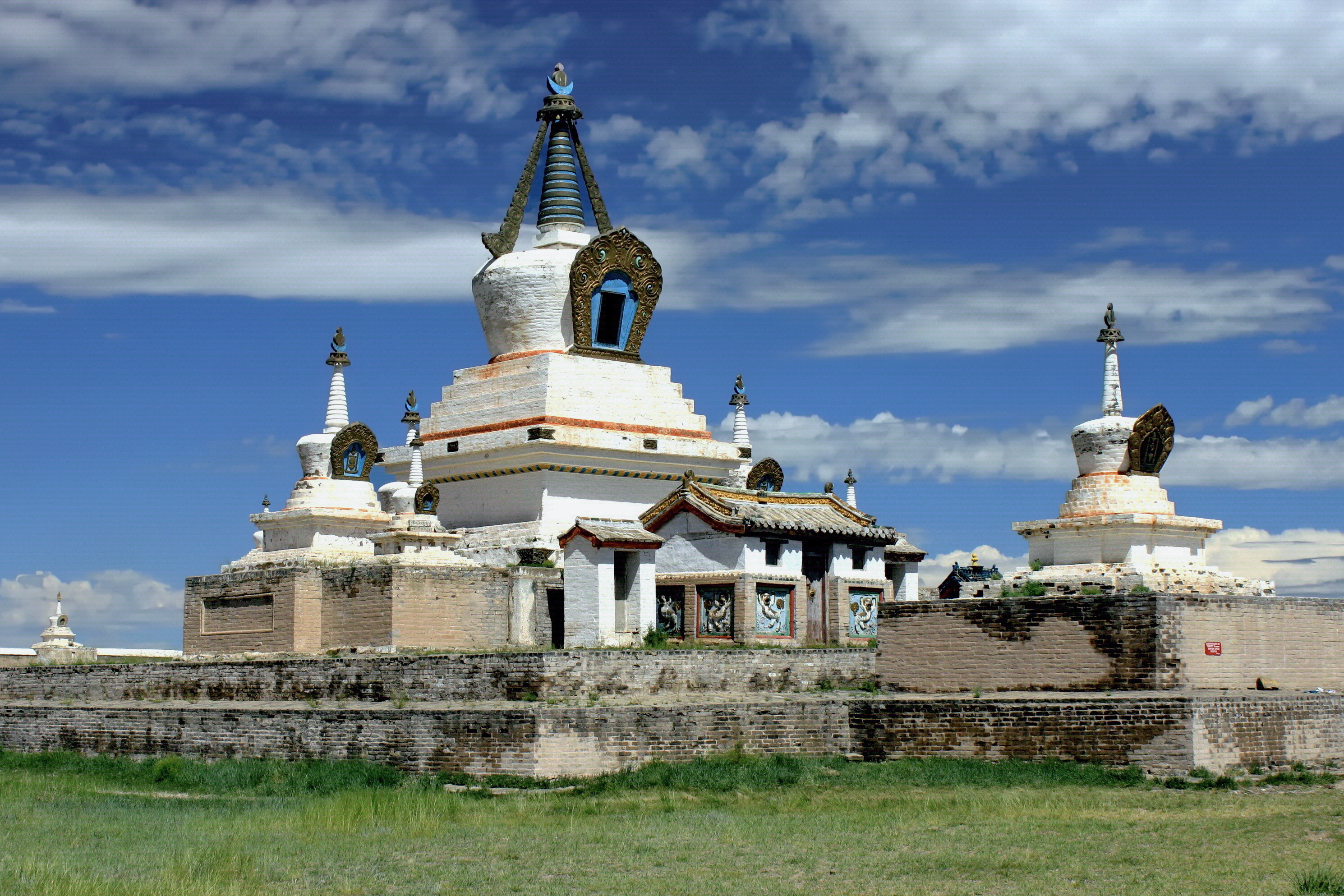
La «Estupa Dorada» de Erdene Zuu

- Amarbayasgalant Khiid, monasterio budista.
- Buyandelgeruulekh Khiid, templo budista.
- Danzadarjaa Khiid, monasterio budista.
- Erdene Zuu, monasterio budista.
- Manzshir Khiid, monasterio budista.
- Mausoleo de Sukhbaatar.
- Monasterio de Gandantegchinlin, monasterio budista.
- Monasterio de Kharagiin, monasterio budista.
- Monasterio de Shankh, monasterio budista.
- Möröngiin Khuree, monasterio budista.